# Nanning van Foreest (1578-1668)

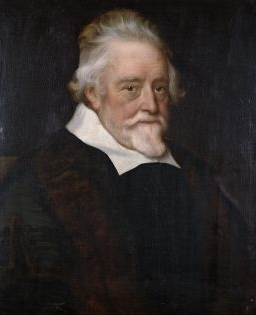
Nanning van Foreest (1662)

Nanning van Foreest (Alkmaar, 1578 – Den Haag, 30 november 1668), meesterknaap van Holland, was onder meer vroedschap en secretaris van Alkmaar en raadsheer en rekenmeester van de Rekenkamer der Domeinen in Holland.

## Biografie
Nanning van Foreest werd geboren als zoon van Nanning van Foreest en Maria van Hattem. In 1607 trouwde hij te Alkmaar met Machteld van Sonnevelt (ca. 1585-1616), dochter van de Alkmaarse thesaurier Hendrik van Sonnevelt en Anna Daems. Zij kregen vier kinderen: drie dochters en een zoon. Hun zoon Nanning zou jong en ongehuwd overlijden. De oudste dochter Anna van Foreest (1609-1654) zou trouwen met de vooraanstaande Amsterdamse regent Pieter van Loon, en de jongste dochter Hester van Foreest (1615-1705) zou in het huwelijk treden met haar verre achterneef Dirk van Foreest.
Naast zijn politieke functies, bekleedde Nanning van Foreest ook belangrijke bestuursfuncties in het waterbeheer in het Noorderkwartier. Hij toegevoegd bedijker van de Beemster, bedijker, penningmeester en hoofdingeland van de Heerhugowaard, hoofdingeland van de Schermer, en rentmeester van het Hoogheemraadschap van Uitwaterende Sluizen in Hollands Noorderkwartier.
Nanning behoorde tot de Loevesteinse factie van staatsgezinden in de Republiek der Zeven Verenigde Nederlanden. Hij werd op 2 april 1666 aangesteld als lid van de commissie ter educatie van prins Willem III van Oranje-Nassau, evenals Johan de Witt, Gillis Valckenier en Pieter de Graeff. Ruim twee jaar later, op 30 november 1668 overleed Nanning van Foreest te Den Haag, en hij werd op 6 december 1668 begraven in de Grote Kerk te Alkmaar.